# F-Droid
F-DroidはAndroidに対応したソフトウェアリポジトリおよびアプリケーションストアである。Google Playと機能は類似するが、扱っているのはフリーかつオープンソースのソフトウェアのみである。配信アプリケーションはF-Droidのウェブサイトで見ながらインストールできるが、クライアントアプリケーション（Google Playストアからは入手できない）から直接インストールする方法もある。クライアントアプリケーションはインストールしたF-Droid配信アプリケーションを自動的に更新することも出来る。また、ウェブサイトでは全配信アプリケーションのソースコードがダウンロードできるようになっている。ユーザーは登録や、広告、ユーザー追跡といった嫌われる機能があるアプリケーションに悩まされることもフリーでないソフトウェアに依存する必要もない。F-Droidサーバーを動かしているソフトウェアはフリーソフトウェアなので、誰でも自身のAndroidアプリケーションリポジトリをセットアップすることができる。

## 歴史

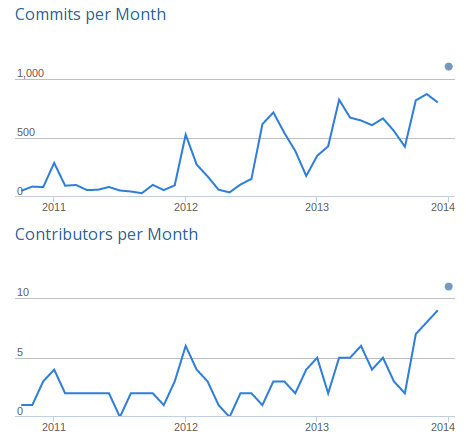
F-Droidにおけるアプリケーション投稿数と開発者数の月別推移

2010年にキーラン・ガルトニクスによって設立。クライアントはAptoideのソースコードからフォークされたものである。当初は非営利団体F-Droid Limitedによって運営されていたが、2021年時点で同団体は寄付の受付に使用されなくなっていたため、徐々に解散する方針を明らかにした。
完全フリーソフトウェアAndroidオペレーティングシステムであるReplicantではF-Droidを既定かつ推奨アプリケーションストアにしている。フリーかつセキュアなAndroidアプリケーションスイートであるThe Guardian Projectも2012年初頭に自身のF-Droidリポジトリで動作できるようにした。同年、Free Software Foundation Europeがプロプライエタリソフトウェアのプライバシーとセキュリティのリスクを啓蒙する「Free Your Android!（→あなたのAndroidに自由を）」キャンペーンの一環としてF-Droidを紹介した
。またGNUプロジェクト30周年を記念してフリーソフトウェアのさらなる利用を推進するイベント「GNU a Day」でもF-Droidが紹介された。

## プロジェクトの趣旨
2014年11月現在、F-Droidリポジトリにあるアプリケーションは1400タイトル以上であるが、Google Play Storeのそれは130万タイトル以上である。このプロジェクトにはソフトウェアに関する複数のサブプロジェクトがある:
- F-DroidリポジトリにあるAndroidアプリケーションの検索、ダウンロード、検証、更新を手掛けるクライアントソフトウェア
- fdroidserverという既存のリポジトリを管理したり新たなリポジトリを作成するためのツール
- リポジトリに対応したウェブフロントエンド

## クライアントアプリケーション

「F-Droidで手に入れよう」バッジ

F-DroidのクライアントをインストールするにはユーザーはAndroidの設定で "提供不明元のアプリ" のインストールを許可し、公式サイトからAPK（インストール可能なファイル）をダウンロードする必要がある。Google Playデベロッパー販売／配布契約書の競合禁止条項に反するため、Google Playストア経由でのインストールは不可能である。これはGoogle PlayでAmazon Appstoreアプリケーションの配布を禁止しているのと同じ条項である。
バージョン0.66ではインストールしたアプリケーションをBluetoothを使って他の端末と共有できるようになった。この機能はインターネット接続に依存する必要がなく、メッシュネットワーク環境下でテストされている。

## 参考資料
- Amadeo, Ron (2014年7月29日). “The great Ars experiment—free and open source software on a smartphone?!”. Ars Technica 2014年7月29日閲覧。